# Messerschmitt Bf 110 (produzione industriale)

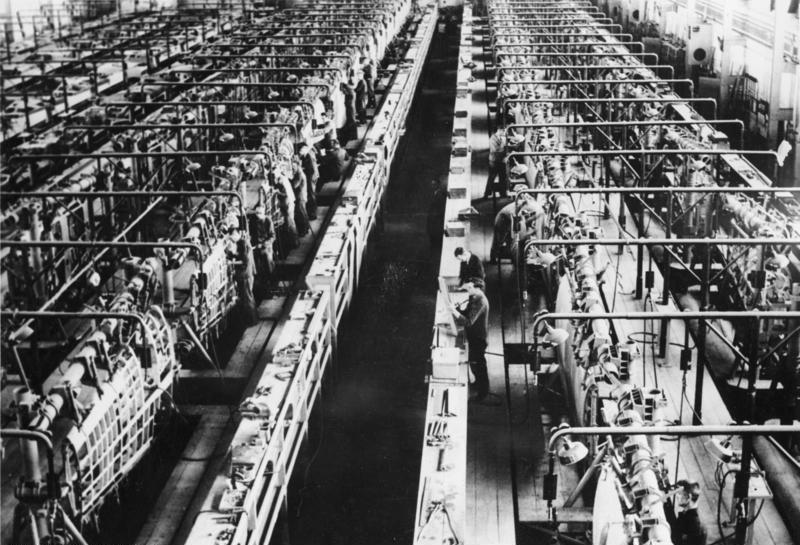
Una catena di montaggio all'interno di una fabbrica Messerschmitt.

La produzione industriale del Bf 110 raggiunse complessivamente i 6170 esemplari. L'entrata in servizio di nuove versioni non determinò, nell'immediato, la cessazione della produzione delle vecchie versioni. Moltissime sotto-versioni, inoltre, furono prodotte contemporaneamente.

## Produzione
La produzione in serie vera e propria del Bf 110 inizia nel gennaio 1939 con la versione C; mentre le precedenti versioni A e B furono prodotte rispettivamente in soli 10 e 45 esemplari. Le industrie Messerschmitt AG di Augusta e Haunstetten furono inizialmente i principali impianti di produzione di Bf 110. Dal gennaio all'agosto 1939, la fornitura di Bf 110 alla Luftwaffe fu decisamente modesta: una media di circa 30 esemplari al mese, poiché i massimi sforzi produttivi erano concentrati sui caccia Messerschmitt Bf 109 e sui vari bombardieri; i quali tra l'altro assorbivano anche la produzione di motori aeronautici. Il 31 agosto 1939, alla vigilia della Seconda guerra mondiale, i Bf 110 in servizio erano complessivamente 159. Dal settembre 1939, altre due fabbriche, ovvero gli stabilimenti Focke-Wulf di Brema e la Gothaer Waggonfabrik (GWF) di Gotha, si aggiunsero alla catena produttiva, e il quantitativo di Bf 110 forniti alla Luftwaffe aggiunse altre 30 unità al mese, per un totale complessivo di 60 Bf 110 prodotti al mese; in attesa di ulteriori potenziamenti della produzione, non appena l'industria Daimler-Benz fosse riuscita a fornire un maggior numero di motori.
Soltanto dal gennaio 1940 la produzione salì decisamente e si stabilizzò a 120 Bf 110 al mese; il che consentì alla Luftwaffe di riuscire ad attrezzare fino a 11 Zerstörer Gruppen entro l'estate, per la Battaglia d'Inghilterra; durante la quale comparve la nuova versione D. Tuttavia, la versione C rimase in produzione sino alla primavera 1941, quando le fabbriche stavano già producendo la nuovissima versione E dal febbraio 1941 e, da diversi mesi, anche la D. Il fatto che due-tre versioni principali fossero contemporaneamente in produzione, tra l'altro con sotto-versioni, comportò incidentalmente un calo della media produttiva già dall'inizio del 1941; che scese ben sotto i 120 Bf 110 al mese (a volte meno di 100). Nell'estate 1941, la comparsa della nuova versione F complicò ulteriormente la catena produttiva, e la media non riuscì più a salire oltre i 120 Bf 110 al mese. Tuttavia, questo calo della produzione non preoccupava affatto la Luftwaffe, che dalla primavera 1941 stava già ricevendo il nuovo Messerschmitt Me 210, il successore designato del Bf 110, che aveva già superato la fase sperimentale. Per fare spazio alla produzione del nuovo Zerstörer, nell'ottobre 1941 le industrie Messerschmitt AG cessarono definitivamente la produzione del Bf 110, e nel dicembre 1941 cessò anche la produzione da parte della GWF. Come conseguenza, la produzione di Bf 110 all'inizio del 1942 risultò quasi azzerata (rimaneva solo la Focke-Wulf di Brema, che produceva solo pochi F al mese); e i reparti operativi dotati di Bf 110, perdita dopo perdita, si erano già ridotti "al lumicino": già alla fine del dicembre 1941, la Luftwaffe era rimasta con soli 44 Bf 110 Zerstörer diurni; dei quali soltanto 28 risultavano ancora attivi al 13 dicembre; soprattutto a causa delle logoranti battaglie sul Fronte orientale, ma anche nel Mediterraneo. All'inizio del 1942, invece, la caccia notturna disponeva ancora di quasi 300 Bf 110, semplicemente perché le perdite dei reparti da caccia notturna erano molto più rare, rispetto alle perdite nelle battaglie diurne.
Tuttavia, con grande costernazione da parte dei vertici della Luftwaffe, il Messerschmitt Me 210 si rivelò un aereo mediocre, anche a causa di alcune modifiche apportate all'ultimo momento per adattarlo alla produzione industriale. I nuovi reparti di Me 210 subirono molte perdite per incidenti o inconvenienti in volo; pertanto la diffusione del Messerschmitt Me 210 fu limitata e definitivamente interrotta dalla fine del 1942; mentre nel frattempo la Luftwaffe tornò a commissionare i Bf 110; in attesa che gli studi sul Messerschmitt Me 410 (una versione migliorata del Me 210) dessero i loro frutti. Già dal febbraio 1942, la Messerschmitt AG e la Gothaer Waggonfabrik (GWF) furono sollecitate a riprendere la produzione dei Bf 110 F, con un ritmo di 60 aerei al mese; e la Messerschmitt fu invitata a studiare una nuova versione aggiornata. Così, dal maggio 1942 entrò in produzione la G, ad un ritmo di 60-80 aerei al mese; che però non soppiantò immediatamente la F, la quale rimase in produzione sino alla fine del 1942. La G risultò di gran lunga la variante di 'Bf 110' più prodotta nel corso della Guerra. Dall'inizio del 1943 la produzione del Bf 110 G salì repentinamente a 125-150 aerei al mese, principalmente per rinforzare i ranghi della Luftwaffe come intercettore di bombardieri nemici, sia diurno che notturno. Le sotto-versioni Zerstörer del Bf 110 G furono prodotte in quantità sino alla tarda primavera del 1944; poi dal giugno 1944, date le ormai ineluttabili difficoltà operative diurne su tutti i Fronti, che stavano progressivamente riducendo i Gruppen di Zerstörer "al lumicino" e senza più riuscire a conseguire grandi risultati, la produzione si ridusse notevolmente, a favore dei caccia monomotori. I Bf 110 G Zerstörer uscirono definitivamente dalla produzione industriale nell'autunno 1944, parimenti al Messerschmitt Me 410 ; mentre le sotto-versioni da caccia notturna rimasero in produzione praticamente sino alla fine della Guerra. In totale, la versione G totalizzò ben oltre 3000 esemplari; e fu di gran lunga la più numerosa fra tutte le versioni principali.
In particolare, la produzione dei Bf 110 G-4 da caccia notturna, iniziata nell'estate 1942, rappresentò buona parte della G, ed ebbe una storia travagliata. Le varie sotto-versioni G-4 prodotte costituivano varie combinazioni di equipaggiamenti elettronici, sia per la radionavigazione che per l'intercettazione notturna; nonché varie combinazioni di armamenti. In alcuni casi, vi fu addirittura il "roll-back": poco dopo l'entrata in produzione di una nuova sotto-versione, la Luftwaffe decise di ritornare a produrre la versione immediatamente precedente. Dall'inizio 1944, nel tentativo di razionalizzare la produzione industriale, dato che ormai le sorti della Guerra stavano volgendo a sfavore della Germania e le risorse industriali stavano diventando sempre più limitate, la Luftwaffe tentò di standardizzare la produzione dei G-4 in particolari combinazioni di elettronica e armamenti, denominate "a", "b", "c", ecc.; ma anche questo processo di standardizzazione soffrì di un numero eccessivo di varianti.
Dall'autunno 1944, in teoria, sarebbe dovuta entrare in produzione la nuova versione H del Bf 110, che però sembra sia stata prodotta, in pochi esemplari, solo a partire dal febbraio 1945; e solo nelle versioni da attacco al suolo.